# 9283 Martinelvis
9283 Martinelvis eller 1981 EY17 är en asteroid i huvudbältet som upptäcktes den 2 mars 1981 av den amerikanska astronomen Schelte J. Bus vid Siding Spring-observatoriet. Den är uppkallad efter Martin S. Elvis.